# NGC 1333-IRAS 4
NGC 1333-IRAS 4 oder kurz IRAS 4 ist eine Region im Nebel NGC 1333, die aus mehreren Protosternen besteht. Das System NGC 1333-IRAS 4A besteht aus den Protosternen IRAS 4A1 und IRAS 4A2. Möglicherweise existiert auch noch ein dritter Protostern im IRAS 4A System. NGC 1333-IRAS 4B ist möglicherweise ein Doppelprotostern, allerdings könnte es auch sein, dass es noch mehr Protosterne in diesem System gibt. Des Weiteren existiert noch in manchen Schriften das System NGC 1333-IRAS 4C, was jedoch auch dem System IRAS 4B zugerechnet wird und dann als IRAS 4BII bezeichnet wird.